# Папоян, Симон Аветикович
Симон Аветикович Папоян (6 января 1925, Аштарак, Эчмиадзинский уезд, Армянская ССР — 24 июля 2003, Ереван, Армения) — доктор медицинских наук, профессор, заслуженный деятель науки Армянской ССР (1966).

## Биография
В 1946 году окончил санитарно-гигиенический факультет ЕрМИ.
С 1958 по 1962 год — заведующий лабораторией экспериментальной онкологии Института рентгенологии и онкологии МЗ АрмССР.
С 1962 по 1969 год директор Института медицинской радиологии МЗ АрмССР.
С 1970 года был заведующим лабораторией радиационной безопасности того же института.
С 1967 по 1995 год был главным радиологом МЗ Армении.

## Сфера научной деятельности
- вопросы экспериментальной онкологии
- химиотерапия и радиология

Имеет патент на изобретение лекарственного препарата «Новэмбихин»

## Сочинения
Автор 203 публикаций, из них 6 монографий:
- «Фторалкиламины и их роль в химиотерапии» (1970)
- «Химиотерапия злокачественных опухолей» (1979)
- «Химиотерапия злокачественных опухолей у детей» (1980)

## Достижения
- доктор медицинских наук (1961)[1];
- профессор (1963);
- заслуженный деятель науки Армянской ССР (1966).